# Berkanién
Berkanién (en árabe: البركانيين‎, en lenguas bereberes: ⵉⴱⵔⴽⴰⵏⵢⵢⵏ, en francés: Al Barkanyene) es un municipio marroquí en la región Oriental. Desde 1912 hasta 1956 perteneció a la zona norte del Protectorado español de Marruecos.